# هونگ چانگسو
هونگ چانگسو (Hong Changsoo) (کره‌ای: 홍창수 , ۱۹۶۴ -) نمایشنامه نویس کره ای است. او اولین بار در سال ۱۹۹۹ با Obongsan Buljireuda (오봉산 불지르다 آتش زدن کوه Obongsan) شروع به کار کرد.
به غیر از نمایشنامه نویسی، او همچنین به عنوان استاد دانشگاه کره به آموزش نحوه نمایشنامه نویسی پرداخت و در عین حال به‌طور مداوم مقالات تحقیقاتی و ترجمه‌های مرتبط با تئاتر را منتشر کرد.
هونگ چانگسو از سال ۲۰۱۴ تا ۲۰۱۶ به عنوان رئیس انجمن نمایشنامه نویسان کره خدمت کرد.

## آثار

### مجموعه نمایشنامه‌ها
- 《오봉산 불지르다》، 월인، 1999 / Obongsan Buljireuda (به آتش کشیدن کوه Obongsan), Wolin، ۱۹۹۹.
- 수릉》، 연극과인간، 2004 / Sureung (Sureung), Yeonguekkwa Ingan، ۲۰۰۴.
- 《오늘 나는 개를 낳았다》، 연극과인간، 2013 / Oneul naneun gaereul naatta (امروز من سگی به دنیا آوردم)، Yeonguekkwa13،

۲۰، ۱، ۹،

### ترجمه‌ها
- لوئیس ای. کاترون، عناصر نمایشنامه نویسی، ۱۹۹۳ /《희곡 쓰기의 즐거움》, 홍창수 역, 예문, ۱۹۹۹.
- اسکار گراس بروکت، فرانکلین جی. Hildy، تاریخ تئاتر /《연극의 역사 ۱‧۲》(공역), 연극과인간, ۲۰۰۵.
- لذت از تئاتر، کنت ام. کامرون /《연극의 즐거움》홍창수 공역, 예문, ۲۰۰۶.

### تالیفات
- 《김우진 전집 ۱‧۲‧۳》(공편), 연극과인간, 2000 / Kimujin jeonjip (کارهای کامل کیم اوجین) جلد 1, 2, 3, 200, Yeonge.